# 胡江辉
胡江辉（1980年12月—），男性，普米族，2003年加入中国共产党，2010年参加工作，华中科技大学经济学院西方经济学专业毕业，博士生学历，中华人民共和国政治人物。曾任云南省生态环境厅厅长，现任玉溪市市长。

## 生平
2010年从大学毕业后，胡江辉以共青团昆明市委副书记，昆明义乌招商分局局长，昆明市青年企业家协会会长的身份出任东川区人民政府副区长，2012年通过公开选拔，成为东川区委副书记、区长。
2016年，曾短暂地在迪庆州香格里拉市出任了两个月的市委书记。
胡江辉曾于2016年至2021年出任中共昆明市东川区委书记。因在脱贫攻坚战中作出贡献，2021年2月25日全国脱贫攻坚总结表彰大会上，胡江辉被授予“全国脱贫攻坚先进个人”。
2021年，升任中共昭通市委常委、市人民政府常务副市长。2024年5月31日，胡江辉回到昆明，升任云南省生态环境厅厅长。
2025年2月，转任玉溪市市长。